# Listă de filme franceze din 2005
Aceasta este o listă de filme franceze din 2005:
| 2005                                           |                                    |                                                  |                |                                                              |  |
| A Very Long Engagement                         | Jean Pierre Jeunet                 | Audrey Tautou, Gaspard Ulliel                    | Romantic War   | Nominated for 2 Oscars. Another 16 wins and 21 nominations   |  |
| Anatomy of Hell                                | Catherine Breillat                 | Amira Casar                                      | Drama          | Jury Award, Philadelphia Film Festival                       |  |
| The Beat That My Heart Skipped                 | Jacques Audiard                    | Romain Duris                                     | Crime drama    | Won BAFTA, +12 wins, +7 nominations                          |  |
| C'est pas tout à fait la vie dont j'avais rêvé | Michel Piccoli                     |                                                  |                | Screened at the 2005 Cannes Film Festival                    |  |
| Le Couperet                                    | Costa-Gavras                       |                                                  | Crime comedy   | 1 win & 3 nominations                                        |  |
| L'Enfant                                       | Jean-Pierre and Luc Dardenne       | Jérémie Renier, Déborah François, Jérémie Segard | Drama          | 11 wins, including the Palme d'Or at Cannes & 12 nominations |  |
| Le filmeur                                     | Alain Cavalier                     |                                                  |                | Screened at the 2005 Cannes Film Festival                    |  |
| Gabrielle                                      | Patrice Chéreau                    | Isabelle Huppert, Pascal Greggory                | Romantic drama | Nominated for Golden Lion, +2 wins, +4 nom.                  |  |
| Kirikou et les bêtes sauvages                  | Bénédicte Galup, Michel Ocelot     |                                                  | Fantasy        |                                                              |  |
| Lemming                                        | Dominik Moll                       |                                                  |                | Entered into the 2005 Cannes Film Festival                   |  |
| March of the Penguins                          | Luc Jacquet                        |                                                  | Documentary    | Won Oscar, +10 wins, +10 nominations                         |  |
| La Moustache                                   | Emmanuel Carrère                   | Vincent Lindon                                   | Mystery drama  | 2 wins                                                       |  |
| Le Petit Lieutenant                            | Xavier Beauvois                    | Nathalie Baye                                    | Crime drama    | 2 wins & 5 nominations                                       |  |
| The Russian Dolls                              | Cédric Klapisch                    | Romain Duris, Kelly Reilly                       | Comedy drama   | 1 win & 2 nominations                                        |  |
| Le Temps qui reste                             | François Ozon                      | Melvil Poupaud                                   | Drama          | 2 wins & 1 nomination                                        |  |
| To Paint or Make Love                          | Arnaud Larrieu, Jean-Marie Larrieu | Sabine Azéma, Daniel Auteuil                     | Comedy         | 1 nomination                                                 |  |
| Zim and Co.                                    | Pierre Jolivet                     |                                                  |                | Screened at the 2005 Cannes Film Festival                    |  |